# 贝登堡之家
贝登堡之家（英語：Baden-Powell House），口语中常称，是位於英國伦敦南肯辛顿的童军招待所與会议中心，最初作为童军的创始人羅伯特·貝登堡的礼物。这座归英國童軍總會所有的房子举办过一场有关童军的小型展览，还有東·波特的一件花岗岩作品。
当时由伦敦市市长哈罗德·吉勒特爵士作为主席的建筑委员会，在1956年买下这块地，委任拉尔夫·塔布斯设计一栋现代建筑风格的房子。奠基石在1959年由世界女童軍總領袖奧莉芙·貝登堡亲手放置。1961年，贝登堡之家由伊丽莎白二世宣布竣工。400,000英镑花费中的大部分由童军运动自己提供。历经漫长岁月，这栋房子數經翻新，因此它现在仍然能够为逗留在林墩的童军、女童軍以及他们的家人，普通大众提供现代和可以负担的住宿条件。

## 历史
最初由英國童軍總領袖亞瑟·索門斯-寇克斯在1942年筹办，最终由英國童軍總會在1953年正式建立的贝登堡之家委员会开始在哈罗德·吉勒特的领导下正常运转，他也是后来的伦敦市市长。委员会的指示就是建一座童军招待所，这样就能为前来伦敦的童军提供价格合理的住处。在这一目的下，1956年，委员会以39,000英镑买下了女王門和克倫威爾路交叉的十字路口处一块因为轰炸而废弃的土地。
1957年到1959年，童军运动为房子的建造和装饰募集到400,000英镑资金的大部分。全国的童军募集微不足道的小钱最终积累建房的一大笔资金。资金还来源于童军运动杂志支持的公众资助，包括15,000箱捐款和5,000封由童軍總領袖托馬斯·科貝特爵士亲笔签名的呼吁信。每个郡的童军代表都来参加了开幕仪式。
1959年10月17日的庆祝仪式上，世界女童軍總領袖（奧莉芙·貝登堡）代表市长哈罗德·吉勒特，新任童軍總領袖查爾斯·麥克萊恩和其他400多位宾客进行了奠基。一个棺木埋入奠基石之下，棺木中装了1959年的童军纪念品，邮票，硬币和照片等等东西，还有一份庆祝计划。
142名女王童軍作为荣誉侍卫，还有BBC现场直播（实况播报员理查·丁布），贝登堡之家在1961年7月12日由女王伊丽莎白二世宣布竣工。然后，她在童軍總領袖和英國童軍總會的童軍總監，也就是她的伯父亨利王子格洛斯特公爵的陪同下参观了房子。一块刻着金色文字的黑色大理石板放在大厅的阳台上以茲紀念。

## 现代建筑

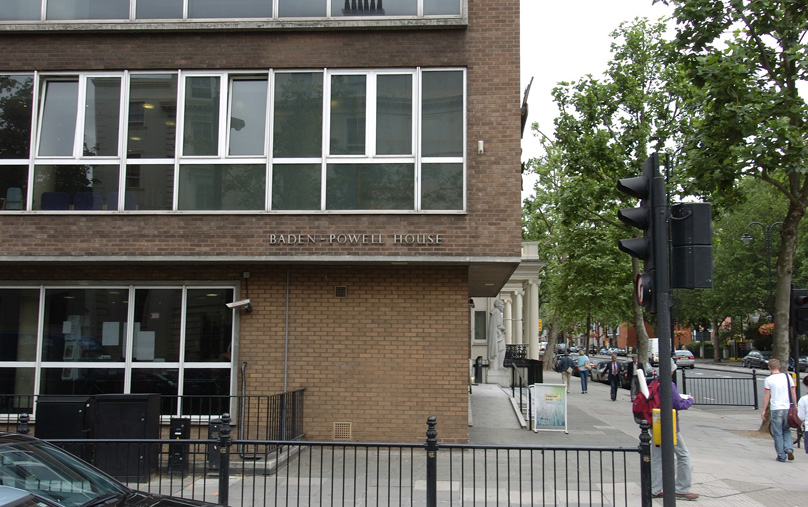
貝登堡之家的側面

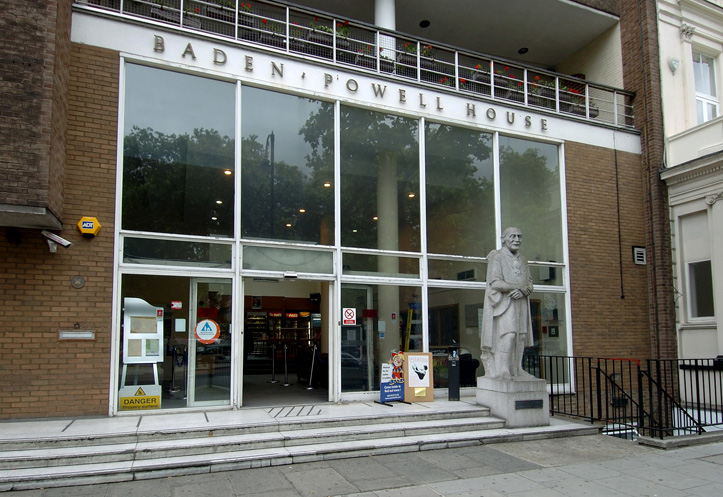
貝登堡之家的正面

贝登堡之家由建筑师拉尔夫·塔布斯于1956年设计，他的作品包括1951年英國節的焦點建築發現圓頂。在基金募集运动和1957年2月21日的伦敦市长官邸大厦之家埃及大厅的展览期间，塔布斯的地板计划和他这次设计的模型在場展出。
6层高的贝登堡之家是现代主义建筑，当时的瑞士建筑师勒·柯布西耶从20世纪20年代一直到50年代都占主导。在贝登堡之家里塔布斯使第一层悬吊于最底层之上，这是勒·柯布西耶把建筑从地面解放出来的一种设计选择，就像我们在上海世博会瑞士馆和巴黎國際大學城看到的一样。除此以外，勒·柯布西耶在里昂的的拉圖雷特修道院展示了两层带有小窗户的修士小房间，这些小房间悬臂于更多开放的楼层下面，这是塔布斯对于贝登堡之家的外观又一个设计选择。举例，他用组件砖铺设建筑的可见部分而非水泥。这项勒·柯布西耶风格的创举在战后的一段时间里在英格兰广泛流行直到20世纪60年代末期野兽派的出现。
贝登堡之家由哈利·尼爾公司（Harry Neal Ltd）根据塔布斯的设计建造出来，他们因此获得了1961年尊貴的泰勒與砌磚工公司金奖。在竣工仪式上，贝登堡之家获得了建筑设计大奖“伦敦最佳建筑”。
竣工后的25年，在一个6个月项目耗费两百万英镑进行了翻新，提供了所有的现代设施，比如为所有房间装上私人设施，双层玻璃，空调，以及扩大会议设施以便举行大小会议。翻新项目完成之后，1997年6月5日，英國童軍總會的童軍總監爱德华王子肯特公爵宣布贝登堡之家重新开放。2002年，一家星巴克咖啡店和三明治店开张，紧邻会议室的室外屋内花园也在二层竣工。

## 21世纪：招待所與會議中心

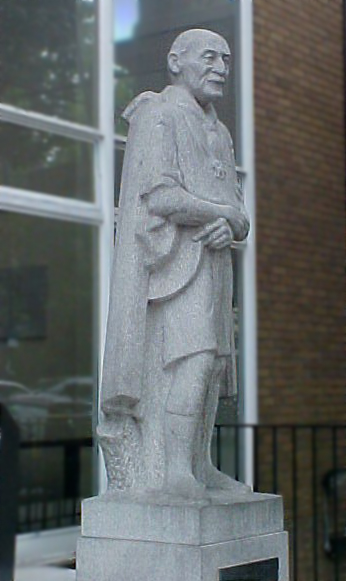
東·波特所作的羅伯特·貝登堡雕像（1960）

1974年至2001年，贝登堡之家是英國童軍總會的总部，因为1976年房屋的扩建完成了。2001年4月，英國童軍總會总部正式搬迁到位于基維爾公園的新址。作为贝登堡之家的所有者，英國童軍總會获得了大约150万的净收益。
贝登堡之家为前来伦敦的人们提供住处。在2004年到2006年期间，贝登堡之家加入了青年旅社聯盟，在那之后英國童軍總會加入了德國邁寧格城市旅馆的协议。贝登堡之家的所有者依然是英國童軍總會，但是由邁寧格旅館运营。作为公司安排的一部分，来自英国和海外的童军成员能以折扣价格居住在贝登堡之家。贝登堡之家也是会议场所。贝登堡之家由访问英国质量保证组织评级为四星级酒店，移动性等级1级；最近的平均访客率是80%。
通过一个宽敞的玻璃中庭就进入旅社和会议中心，玻璃中庭作為巨大的休息室之用，容纳了咖啡厅和一些童军表演。从中庭就可以来到一个作为观众厅使用的大礼堂，大礼堂可容纳300人。一层是可以容纳100位宾客的餐厅。二层有会议室和会议设施，每个会议室能容纳80位会议代表。最顶层容纳有180个床位。每年平均有三万人在贝登堡之家夜宿，10万道菜肴在餐厅供应。